# ラビ (D.Gray-man)
ラビ（Lavi）は、星野桂作の漫画作品およびそれを原作としたアニメ『D.Gray-man』に登場する架空の人物。アニメでの声優は鈴村健一（第1作）、花江夏樹（第2作）。

## プロフィール
- 誕生日 - 8月10日（獅子座）
- 年齢 - 18歳 → 19歳（現在）
- 身長 - 177cm → 179cm → 185cm（現在）
- 体重 - 68kg → 62kg → 64kg（現在）
- 血液型 - O型
- 国籍 - 不明
- 趣味 - 読書、情報収集、ストライク
- 好きなもの - 焼肉、睡眠、→祭、ダンス、寝ること、人間
- 嫌いなもの - わさび→自分の笑顔、人間
- 欠かせないもの-傍観者としての立場、じじぃ、装飾品

## 人物
ブックマンの一族の者で、次期ブックマン後継者である青年。現在は記録のために、エクソシストとしてブックマンと共に教団に所属している。対アクマ武器は装備型の「鉄槌（てっつい）」。
本名は不明で、ブックマンの跡継ぎとなった時に本当の名を捨てたらしい。現在の名称「ラビ」は「49番目の名前」で、エクソシストになった時に付けたもの。教団に入る前の記録地（ログ）での名前は「ディック（"dick"）」。様々な異種族の血を引いている。語尾に「〜さ」をつけるのが特徴。ルベリエやクロスなど一部の人間からは「ブックマンJr.（ジュニア）」と呼ばれている。一人称は「オレ」。
エクソシストの中でも、派手な小物を多く身に付けている。赤い髪であり、額にうろこのような模様が入った黒いバンダナを巻いていたが、本部が移転し団服が変わって以降はデザインも変わった。タレ眼で瞳の色は翡翠色。そして右目には黒い眼帯をつけており、その右目がブックマンになることを決定づけたらしいが、詳細は不明。環っか型のピアスを付け、オレンジ色のマフラー（実際は首巻）をしていることも多い。ファンブックよりラビは美形で色気のあるキャラクターだと作者が明言しており、公式美形である。
軽薄な性格に見えるが、実は非常に頭脳明晰かつ、ドライでシビアな思考を持ち、分析力、観察力に長ける。何かと倒したAKUMAの数など数値を記憶する癖があり、一度見たものは隅から隅まで、形・汚れなど頭に記憶している。
好きな女性のタイプは未亡人。対象の女性は10歳から40歳まで範囲内で、主に性格よりも顔や色気を重視しているようだが、本人は否定している。自分の好みの女性をみつけるとストライク（一目惚れ）する。それがAKUMAやノア（アニメ版のルル＝ベルに）でも対象となる。

### 「ブックマン」としての役割
16歳の頃に黒の教団に入団し、現在は入団2年目。師匠ブックマンと同様、完全に黒の教団に属しているわけではなく、あくまで真の歴史を中立の立場から記録するためにエクソシスト側についているに過ぎないのだが、完全中立の立場をとれずに師匠であるブックマンに注意を受けることもしばしば。本人はエクソシストと千年伯爵の戦争に「記録者」「傍観者」として存在することを割り切れず悩んでいた。

## 来歴

### 江戸編
方舟にてロードと交戦し、精神をロードにより破壊されかけ一時暴走状態に陥るが、自分の腹部を自らで刺すことにより、暴走状態から抜け出し、ロードの弱点を見つけ勝利する。その後ノアが暴走したティキと交戦するが圧倒されてしまう。そこへクロスが現れ、ティキとの戦闘に参戦。しかし崩壊する方舟の中で、ティキとの戦闘によるダメージで槌が粉々に破損、チャオジーと共に崩壊する方舟のなかに落ちてしまい、街ごと次元の狭間に吸収された。しかし、奏者となったアレンが方舟を復活させたことにより、街ごと戻ってきた。

### 教団での死闘～
ルル=ベル率いるAKUMAとの教団本部での戦いでは、鉄槌の修理が終わらず戦闘に参加できず、傷ついたアレンを神田と共に傍で支え、リナリーの更なる飛躍を見届けた。
その後中国にて任務に就いていた際、ノアに拉致されてフィードラの寄生蟲を埋め込まれ、ブックマンに対する人質にされる。

## ラビの呼び名
| 呼称          | 呼んでいる人                                                     |
| ------------- | ---------------------------------------------------------------- |
| ラビ          | アレン、クロウリー、ブックマン、リナリー、ちょめ助、神田、コムイ |
| ラビ君        | ミランダ                                                         |
| ラビさん      | チャオジー                                                       |
| 馬鹿ウサギ    | 神田                                                             |
| 眼帯くん      | ティキ                                                           |
| ブックマン    | ロード                                                           |
| ブックマンJr. | ルベリエ、クロス                                                 |
| Jr            | ちょめ助（初めて会った時のみ）                                   |
| 馬鹿ラビ      | アレン（方舟で１度だけ）                                         |

## 対アクマ武器

### 鉄槌（てっつい）
装備型の対アクマ武器。槌の形状をしている。愛称は「大槌小槌」。使用者のラビ本人はこの名称が気に入っていないらしい。
第2開放状態は複数の属性を持ち特定の対象に攻撃など何らかの影響を及ぼす『判』と呼ばれる特性を持ち（○の中に属性名の入った印が周囲に現れ、印を叩くことによって槌の面に印が写る）、何かを叩かないと発動しない。

### 技
『満』（マン）
槌を巨大化させる。繰り返し言うことでさらに巨大化するが、適合者であるラビは重さを感じない。ただし彼以外が持てば見た目どおりの重さがかかるらしい。
『伸』（シン）
槌の柄の部分を延ばす。主に移動に使用。ブックマンはこれのことを如意棒と言ったことがある。ブレーキの加減が難しいらしい。特別曲がることなく直進するのみ。
『劫火灰燼 火判』（ごうかかいじん ヒバン）
巨大な大蛇を模した火柱で攻撃する。
『雷霆回天 天判』（らいていかいてん テンバン）
強力な雷撃を起こす。
『天地盤回 木判』（てんちばんかい モクバン）
自然物限定に影響を及ぼし操作する（例えば雲を晴らしたり風を起こしたりなど）。ラビのイノセンスの持つ特殊系で、基本的に攻撃力はない。
『コンボ判 剛雷天』（ - バン ごうらいてん）
火判と天判を合わせたもの。雷を纏った龍の様なものを出す。
『劫火灰燼　直火判』（ごうかかいじん じかひばん）
火判の派生技で、火判を敵に直接打ち込み攻撃する。近距離戦の方が有利。